# 素野福次郎
素野福次郎（日语：素野福次郎/その ふくじろう，1912年8月27日—2004年4月12日），日本企业家，TDK（东京电气化学工业株式会社）社长。